# 王僉
王 僉（おう せん、504年 - 548年）は、南朝梁の官僚。字は公会。本貫は琅邪郡臨沂県。

## 経歴
王琳の五男として生まれた。8歳のときに父を失うと、服喪における哀毀ぶりは礼の規定を越えていた。服喪が終わると、国子生として召し出され、祭酒の袁昂に「通理」と称された。策問の試験に高い成績で及第し、長兼秘書郎中に任じられた。尚書殿中郎・太子中舎人を歴任し、陸襄とともに東宮の記録を管掌した。建安郡太守として出向した。山地の首長である方善や謝稀が人々を集めて要害に拠っており、王僉は兵を率いてこれを鎮圧した。武威将軍・始興郡内史に任じられたが、生母が死去したため、服喪を理由に固辞して受けなかった。
また、寧遠将軍・南康郡内史に任じられた。在任中に嫡母の義興昭長公主蕭令嫕（南朝梁の武帝の同母妹）が死去したため、その喪に服したが、服喪の途中で武帝の命を受けて南康郡内史に復帰した。属循壚が反乱を起こすと、王僉は安成郡内史に転出し、これを鎮圧した。建康に召還されて黄門侍郎に任じられ、ほどなく武陵王蕭紀の下で安西長史・蜀郡太守をつとめるよう命じられたが、病と称して固辞したため、罷免された。長らくを経て、戎昭将軍・尚書左丞に任じられ、再び黄門侍郎となった。太子中庶子に転じ、東宮の記録を管掌した。
太清2年（548年）12月、死去した。享年は45。侍中の位を追贈された。承聖3年（554年）、恭子と追諡された。

## 伝記資料
- 『梁書』巻21 列伝第15
- 『南史』巻23 列伝第13